# ベトナム関係記事の一覧
ベトナム関係記事の一覧（ベトナムかんけいきじのいちらん）

## 英数字
- SJFC - サッカークラブ

## あ行
- アオザイ
- 阿倍仲麻呂
- 安南
- イ・バン
- ヴォー・グエン・ザップ
- ヴォー・ティ・ハーオ
- 越南国民党

## か行
- 啓定帝（カイディン帝）
- カオダイ教
- カントー
- カントー橋
- 曲承裕
- キン族
- クイニョン
- グエン・ヴァン・カオ
- グエン・カオ・キ
- グエン・カーン
- グエン・ゴク・ロアン
- グエン・ゴック・トゥ
- グエン・ズー
- グエン・タン・ズン
- グエン・チャイ
- 阮朝（グエン朝）
- グエン・バン・チュー
- グエン・ミン・チェット
- クオック・グー
- クチの地下道
- 軍服 (ベトナム)
- ケサンの戦い
- 元号一覧 (ベトナム)
- 紅河デルタ
- 胡季犛
- 呉権
- コーチシナ
- コーチシナ共和国
- 広南従四位白象
- ゴ・ディン・ジエム
- ゴ・ディン・ヌー

## さ行
- 在台ベトナム人
- サッカーベトナム女子代表
- サッカーベトナム代表
- サッカー南ベトナム代表
- サパ
- 嘉隆帝（ザーロン帝）
- シマン・ハイフォンFC - サッカークラブ
- 自由ベトナム臨時政府
- ジュネーヴ協定
- 進軍歌 （ベトナムの国歌）
- 維新帝（ズイタン帝）
- ズオン・バン・ミン
- ズオン・トゥー・フォン
- 育徳帝（ズクドゥク帝）
- ソンコイ川
- ソンミ村虐殺事件

## た行
- 第一次インドシナ戦争
- タイ・グエン
- 西山朝（タイソン朝）
- タイニン
- ダナン
- ダーラット
- ダン・タイ・ソン
- 陳朝（チャン朝）
- チャン・ドゥック・ルオン
- チャンパ王国
- チャンパ王の一覧
- チャン・バン・フォン
- 中越戦争
- 中央直轄市
- チュニョ
- チュノム
- チュン姉妹
- 陳興道
- チン・コン・ソン
- 陳守度
- ディエンビエンフー
- ディエンビエンフーの戦い
- ティラ・テキーラ（ベトナム系アメリカ人）
- ティック・クアン・ドック
- 丁部領
- テト攻勢
- ドイモイ
- トゥイ・キォウの物語（金雲翹、キムヴァンキエウ）
- トンキン
- トンキン湾
- トンキン湾事件
- ドンソン文化
- ドンタム・ロンアンFC - サッカークラブ
- ドンホー版画

## な行
- 生春巻き
- ナムディン
- ナムディンFC - サッカークラブ
- ニャチャン
- ニャッタン橋
- ニョクマム
- ノン・ドゥック・マイン

## は行
- 梅叔鸞
- ハイ・バ・チュンの反乱
- ハイフォン
- バインセオ
- バインミー
- バオ・ダイ
- バオ・タン
- バオ・バン
- バオ・ロン
- 白藤江の戦い
- バクホー油田
- バッチャン
- ハノイ
- パリ協定 (ベトナム和平)
- ハロン湾
- ビンズオンFC - サッカークラブ
- ファン・ヴァン・カイ
- ファンシーパン山
- ファン・チュー・チン
- ファン・ティー・キム・フック
- ファン・ボイ・チャウ
- フエ
- フォー
- フォンニャ-ケバン国立公園
- フランス領インドシナ
- フルロ
- ブンボーフエ
- ベトちゃんドクちゃん
- ベトナム宇宙委員会
- ベトナム共産党
- ベトナム共和国
- ベトナム系アメリカ人
- ベトナム系オーストラリア人
- ベトナム航空
- ベトナム国
- ベトナム語
- ベトナム語の点字
- ベトナムサッカーリーグ
- ベトナム社会主義共和国
- ベトナム人
- ベトナム戦争
- ベトナム戦争の混血児問題
- ベトナム中央高原におけるゴングの文化的空間
- ベトナム帝王一覧
- ベトナム帝国
- ベトナム哲学
- ベトナムの雅楽
- ベトナムの国立公園
- ベトナムの国歌→進軍歌
- ベトナムの国家主席
- ベトナムの国旗
- ベトナムの世界遺産
- ベトナムの地方行政区画
- ベトナムの鉄道
- ベトナムの日本語教育
- ベトナムの民族一覧
- ベトナムの歴史
- ベトナム民主共和国
- ベトミン - かつて存在していた独立運動組織
- ホアハオ教
- ホアンアイン・ザライFC - サッカークラブ
- ホイアン
- ホー・チ・ミン
- ホー・チ・ミン廟
- ホーチミン市

## ま行
- 莫朝（マク朝）
- マダム・ヌー
- ミーソン聖域
- 明命帝（ミンマン帝）
- 南ベトナム
- 南ベトナム解放民族戦線
- 南ベトナム共和国
- 南ベトナムの国歌
- 南ベトナムの指導者
- メコン・デルタ

## や行
- 楊廷芸

## ら行
- 来遠橋
- ライタイハン
- ラオカイ
- ランソン
- 李公蘊
- 李朝
- 李賁
- リュウ・ソン・ミン
- 黎桓
- 黎朝
- レ・コン・ビン - サッカー選手
- レ・ズアン
- レ・タイントン
- レ・ドゥク・ト
- レ・リュー
- レ・ロイ